# Тед Бергін
Едвард "Тед" Бергін (англ. Edward "Ted" Burgin, 29 квітня 1927, Шеффілд — 26 березня 2019) — англійський футболіст, що грав на позиції воротаря, зокрема, за клуби «Шеффілд Юнайтед», «Лідс Юнайтед» та «Рочдейл».

## Клубна кар'єра
У футболі дебютував 1949 року виступами за команду «Шеффілд Юнайтед», в якій провів вісім сезонів, взявши участь у 281 матчі чемпіонату.  Більшість часу, проведеного у складі «Шеффілд Юнайтед», був основним голкіпером команди.
Протягом 1957—1958 років захищав кольори команди «Донкастер Роверз».
Своєю грою за останню команду привернув увагу представників тренерського штабу клубу «Лідс Юнайтед», до складу якого приєднався 1958 року. Відіграв за команду з Лідса наступні три сезони своєї ігрової кар'єри.
1961 року перейшов до клубу «Рочдейл», за який відіграв 5 сезонів.  Граючи у складі «Рочдейла» також здебільшого виходив на поле в основному складі команди. Завершив професійну кар'єру футболіста виступами за команду «Рочдейл» у 1966 році.

## Виступи за збірну
Був присутній в заявці збірної на чемпіонаті світу 1954 року у Швейцарії, але на поле не виходив.
Помер 26 березня 2019 року на 92-му році життя.